# Більчанська волость (Одеський повіт)
Більчанська волость — історична адміністративно-територіальна одиниця Одеського повіту Херсонської губернії.
Станом на 1886 рік складалася з 13 поселень, 8 сільських громад. Населення — 980 осіб (477 чоловічої статі та 503 — жіночої), 212 дворових господарств. Площа — 881,85 км2.
На сьогодні це території Роздільнянської міської та Іванівської селищної територіальних громад.
|                     | Площа, десятин | У тому числі орної, дес. |
| ------------------- | -------------- | ------------------------ |
| Сільських громад    | 1882           | 1613                     |
| Приватної власності | 76508          | 31031                    |
| Казенної власності  | 879            | 258                      |
| Іншої власності     | 1347           | 325                      |
| Загалом             | 80716          | 33227                    |

## Волості у складі мирових судових дільниць
У 1870 році населені пункти Більчанської волості Одеського повіту входили до складу чотирьох мирових судових дільниць.
- Перша мирова дільниця: хутір Акаржа, присілки Макарова, хутір Рудньов, присілок Мандрова (Подгоринова), присілок Екскарева, містечко Василівка (Шостакове, Барабой), присілок Доброжанова, присілок Костянтиноградівка (Ламбертова), присілок Варварівка (Студенцова), хутір Толмачов.

Суддя Герцо-Виноградський, що мав місцезнаходження в присілку Варварівка (імені Дубецькаго).
- Друга мирова дільниця: присілок Велика Карпівка (Шахлацька Трубецької), село Ново-Благодатне (Секретарівка), присілок Ново-Дмитріївка, присілок Донцова (Калантаєва), присілок Карпівка (Свиноозерка), присілок Велика Карпівка (Карповий), містечко Біциліївка, присілок Ново-Біциліїнка, хутір Мала-Ферстерівка (Болгарка, Танівка, містечко Біциліївка, присілок Ново-Біциліїнка, Дрянний), присілок Отрадівка, присілок Христианівка, присілок Михайлівка (Барабой Бечаснаго), містечко Єгорівка (Ферстерівка), присілок Вікторова (Ранена), Єреміївка, хутір Янкулів (Янкулішин, Настасьївка), хутір Бринівка (Фон-Бринівка), хутір Катеринівка (Соколове), хутір Шеміота, присілок Андріївка (Хрущових), присілок Богданівка, присілок Діанова (Федорикова), хутір Лозоватка, хутір Албанів (Шеленбергова), хутір Лук'янова (Біциліїва), хутір Желепова, хутір Єлисаветівка, присілок Антонівка (Погонатівка Чепавськаго), присілок Погонатівка (Симоновичева), присілок Погонатівка (Подвисоцькаго), присілок Алестарівка (Ципурдиєва), хутір Єреміївський, присілок Шеміотівка, присілок Казимирівка, присілок Василівка (Негрескулова, Федорівка), присілок Добрянка (Костянтинівка, Фонасорівка), хутір Лозоватка, присілок Тимотинівка (Мала Рацулова), присілок Нова-Рацулова, присілок Рацулова Друга, присілок Рацулова Перша, присілок Мар'янівка (Микитина, Половинська), присілок Дубосарівка (Желепова, Новосеменівка, Делібальди), присілок Мурашкова.

У селі Свиноозерка було місцезнаходження судді Карпова.
- Третя мирова дільниця: присілок Білка, присілок Пульковка (Фадеївка), присілок Іванівка, село Баранове.

Суддя Албрандт, що мав місцезнаходження у містечку Покровському.
- Шоста мирова дільниця: хутір Корсунці (Бенардаки), хутір Вигода, хутір Дальницький, присілок Андріянова (Грибова), хутір Любомили (Біляївка), грецьке поселення Олександрівка (Арнаутське).

Суддя Гросул-Толстой, що мав місцезнаходження у Одесі, у будинку Гімерлі по вулиці Дворянській.

## Населені пункти волості
Найбільші поселення волості:
- Білка — містечко при річці Середній Куяльник за 55 версти від повітового міста, 202 особи, 40 дворів. За 10 верст — православна церква, синагога, аптека, поштова станція, 23 лавок, 4 винних погреби, корчма, базари по четвергах. За 15 верст — православна церква, паровий млин, лавка, базари через 2 тижні по неділях. За 20 верст — православна церква, лавка. За 22 верст — синагога, православна церква, залізнична станція, камера мирового судді, базари по неділях. За 24 версти — ліквідований молитовний будинок. За 35 верст — залізнична станція. За 30 верст — паровий млин, лавка, корчма. За 31 версту — залізнична станція. За 35 верст — православна церква, винний завод, лавка, базари по неділях.
- Баранове — село при річці Середній Куяльник, 200 особи, 54 дворів, православна церква, школа, паровий млин, лавка.
- Бициліївка — містечко, 131 особа, 33 двори, православна церква, лавка.

Інші населені пункти станом на 1887 рік: присілок Арсулівка, (Капітанівка), містечко Янівка (Мале Баранове), присілки Алестарівка, (Ципурдієве), Бринівка, Бугаївка (Северино-Олександрівка), Васильївка (Неграскулова),  містечко Василівка (Шостокове), присылки Вікторівка, Варварівка, Вигода, Делібалтове (Ново-Семенівка), Доброжанівка, містечка Єреміївка та Єгорівка (Ферстерове), присілки Єлизаветівка, Оленівка (Стражеско), Желеповка, Іванівка (Сохинське), Карпівка (Свиноозерка), Колонтаївка (Донцове), Лозоватка (Педашенкове), Макарівка, Михайлівка, Мандрова, Мар'янівка, (Толмачьова), містечко Ново-Мар'янівка (Микитина), присілки Ново-Рацулівка, Казимірівка (Блонське), Ново-Казимірівка (Чубівка), Ново-Бацилівка (Дикова), Ново-Дмитріївка (Мурлова), Ново-Благодатне (Кузьменкове), Миколаївка, Отрадівка (Достановича), Палієва, Поганатівка, Рацулівка Перша, Рацулівка Друга, Тимотіна, Шеміотівка, Чепівка (Антонівка), Янкулішина, Алтесове (Волянівка), Гедерим, Велика Карпівка (Шахлацьке), Капакліївка, Карнсталь (Шеренбергове), Костянтинодарівка, Рацулова (Німецький), хутір Аркудинськаго, Албанка, Богданівка, (Малашевських), хутір Божий дар, Бураковський, Вакаржани, Григорашенків, Делібалта, Дряний (Болгарка та Мале Ферстерове), Єреміївський, Кагарлик, Єлизаветівка (Карпівка і Вериновське), Желепова, Корсунці (Барановськаго), Кацанопула, Лук'янів (Ново-Дмитрівка і Зеленого Пана), Ларієнка (Гаруна), Магуневськаго (Прицепівка), Монастирський, Мар'ївка (Фільтинський), Мильків, Нова Катеринівка (Соколівка), Новий двір (Колимка), Петашенків, Руднів, Сербинів, Ставро (Ново-Кирьяківка), Токарів, Тошкевича, Федориків (Діанівка), Фомин, Христианівка, Хрущів (Отрадівка, Андріївка, Чумацька балка, Шеміотівський, хутір Гросулівський (Аннівка та Будячки), Десеніорової (Бузмнівський), Добрянка, Ново-Біцилівський (Безіменний), Марцова.  
Всього 93 населених пункта.  
У 1916 році Більчанська волость нараховувала 44 населених пункти, займала площу  24945 десятин, населення — 6734 осіб, чоловіків — 2935, жінок — 3799, дворів — 1369.
7 березня 1923 року в Одеській окрузі Української РСР з волостей Понятівської, Більчанської і Євгенівської, з центром в Янівці був створений Янівський район.